# Pottiales
Pottiales, red pravih mahovina u razredu mahovnjača (Bryopsida) koji se sastoji od četiri porodice. Red je dobio ime po rodu Pottia, a rod je imenovan u čast njemačkog botaničara profesora D. F. Potta.
U danas nepriznaua porodicu Ephemeraceae J.W. Griff. & Henfr., bili su uključivani rodovi Ephemerum (Pottiaceae) i Micromitrium (Micromitriaceae).

## Porodice
- Pottiaceae Schimp.
- Pleurophascaceae Broth.
- Serpotortellaceae W. D. Reese & R. H. Zander
- Mitteniaceae Broth.